# 1408년

## 연호
- 명(明) 영락(永樂) 6년
- 일본(日本) 오에이(応永) 15년
- 후 쩐 왕조(後陳朝) 흥카인(興慶) 2년

## 기년
- 명(明) 성조 영락제(成祖 永樂帝) 6년
- 조선(朝鮮) 태종(太宗) 8년
- 후 쩐 왕조(後陳朝) 간정제(簡定帝) 2년

## 사건
- 음력 2월 11일 - 하륜(河崙)을 영의정부사(領議政府事)로 삼다.
- 음력 5월 24일 - 조선의 건국시조 태상왕 태조 이성계, 지병으로 세상을 떠남. 방년 75세, 향년 74세.

## 탄생
- 월일 미상 - 조선의 김길통(金吉通)·남수문(南秀文)·함우치(咸禹治)

## 사망
- 고려의 (高麗) 후궁(後宮) 혜비 이씨(惠妃 李氏)
- 음력 5월 24일 - 조선(朝鮮)의 태상왕(太上王) 태조.
- 음력 2월 19일 - 조선의 호조판서(戶曹判書) 김희선(金希善)
- 음력 3월 11일 - 조선의 지문하부사(知門下府事) 조림(趙琳)
- 음력 3월 24일 - 조선의 완평군(完平君) 이조(李朝)
- 음력 6월 28일 - 조선의 순덕후(順德侯) 진리(陳理)
- 음력 7월 28일 - 조선의 좌부대언(左副代言) 류두명(柳斗明)
- 음력 9월 15일 - 조선의 여흥부원군(驪興府院君) 민제(閔霽)
- 음력 10월 6일 - 조선의 의안대군(義安大君)
- 음력 11월 7일 - 조선의 좌군도총제(左軍都摠制) 박자안(朴子安)
- 음력 11월 23일 - 조선의 영의정부사(領議政府事) 권중화(權仲和)
- 음력 12월 6일 - 조선의 호조판서 조박(趙璞)
- 조선(朝鮮)의 무신(武臣) 목인해(睦仁海)